# Ґелерт Ґріндельвальд
Ґелерт Ґріндельвальд (англ. Gellert Grindelwald) — вигаданий персонаж у серії книг Дж.К.Ролінґ про Гаррі Поттера. Вперше він згадується в книзі «Гаррі Поттер і філософський камінь», а з'являється — у «Гаррі Поттері і смертельних реліквіях». Ґелерт Ґріндельвальд є темним чаклуном, який вважався найсильнішим і небезпечним до приходу Волдеморта.
У фільмі «Гаррі Поттер та смертельні реліквії. Частина 1» юного Ґріндельвальда зіграв Джеймі Кемпбелл Бовер, а літнього Ґріндельвальда — Майкл Берн. У серії фільмів «Фантастичні звірі і де їх шукати», де Ґелерт Ґріндельвальд є головним антагоністом, роль виконав Джонні Депп.

## Біографія
Ґелерт Ґріндельвальд уперше згадується в книзі «Гаррі Поттер і філософський камінь», коли Гаррі Поттер знаходить у шоколадній жабці картку Албуса Дамблдора, де зазначається, що Дамблдор переміг у дуелі Ґріндельвальда в 1945 році.
Ґріндельвальд був учнем школи магії Дурмстренг, яка знаходиться на північному сході Європи, але був з неї виключений у віці 16 років через свої небезпечні й злі експерименти, які мало не призвели до загибелі деяких з його однокурсників. Перед виключенням він залишив на одній зі стін школи символ смертельних реліквій. Після цього він переїхав до своєї двоюрідної бабусі Батільди Беґшот у Ґодрикову долину, де познайомився з юним Албусом Дамблдором. Але метою його візиту була могила одного із братів Певереллів, які за легендою першими отримали смертельні реліквії від Смерті. Ґелерт і Албус стають добрими друзями й разом вирішують шукати реліквії, щоб заволодіти світом і встановити новий світовий порядок, де б маґли підкорялись магам заради «більшої користі». Пізніше, Джоан Роулінг заявила, що юний Албус Дамблдор «втратив свій моральний орієнтир» через любов до Ґріндельвальда, але вона не сказала, чи любов була взаємною.